# Порфирий Стаматов
Порфирий Христофоров Стаматов е български и руски юрист. Той е министър на правосъдието на България през 1881 г. Баща на писателя Георги Стаматов.

## Биография
Порфирий Стаматов е роден на 9 март (26 февруари стар стил) 1840 г. в Белгород Днестровски, Бесарабия, в българско семейство. Завършва гимназия в Кишинев през 1864 г. и право в Новоруския университет в Одеса през 1868 г. Работи като съдия в Одеса.
След Освобождението на България е член и председател на Върховния касационен съд в София (1880 – 1886). През 1881 г., след държавния преврат, за кратко е министър на правосъдието в правителството на Казимир Ернрот. През този период той на няколко пъти се противопоставя на предложени от министър-председателя репресивни мерки, като цензуриране на печата и смъртни наказания за държавни служители, критикуващи преврата. От 1884 г. е действителен член на Българското книжовно дружество.
През 1887 г. се връща в Русия и до 1920 г. е съдия в Тифлис, Саратов и Одеса.
Порфирий Стаматов умира на 11 юни 1925 г.

## Трудове
- „О возобновлении угловных дел“
- „О надзоре за судебными установлениями“